# Équipe cycliste Kaiku
L'équipe cycliste Kaiku était une formation espagnole de cyclisme professionnel sur route.

## Histoire de l'équipe
L'équipe professionnelle est fondée en 2005, sur les bases de l'équipe amateure Caja Rural, créée en 1983. Beaucoup de grands noms du cyclisme espagnol sont passés par cette équipe durant cette première période, comme Joseba Beloki, Juan Antonio Flecha, Miguel Angel Martin Perdiguero, José Ángel Gómez Marchante ou Mikel Astarloza.
En 2005, l'équipe fait partie des équipes continentales. Elle obtient de bons résultats durant deux ans mais disparaît fin 2006.

## Effectifs

### Effectif 2006
| Cycliste                 | Date de naissance | Nationalité | Équipe 2005           |
| ------------------------ | ----------------- | ----------- | --------------------- |
| Jorge Azanza             | 16.06.1982        | Espagne     |                       |
| Antonio Berasategui      | 24.01.1978        | Espagne     |                       |
| Jon Bru                  | 18.10.1977        | Espagne     |                       |
| Carlos Castaño Panadero  | 07.05.1979        | Espagne     | Andalucia-Paul Versan |
| Dionisio Galparsoro      | 13.08.1978        | Espagne     |                       |
| Rodrigo García Rena      | 27.02.1980        | Espagne     |                       |
| Iván Gilmartín           | 14.04.1983        | Espagne     | Caja Rural (néo-pro)  |
| José Antonio Lopez Gil   | 11.07.1976        | Espagne     |                       |
| Alberto Losada           | 28.02.1982        | Espagne     | Caja Rural (néo-pro)  |
| Israel Núñez             | 31.05.1979        | Espagne     |                       |
| Rubén Oarbeaskoa         | 21.11.1975        | Espagne     |                       |
| Juan José Oroz           | 11.07.1980        | Espagne     | Caja Rural (néo-pro)  |
| Adrián Palomares         | 18.02.1976        | Espagne     |                       |
| Javier Ruiz de Larrinaga | 02.11.1979        | Espagne     |                       |
| Fernando Serrano         | 19.01.1979        | Espagne     |                       |
| Ricardo Serrano          | 04.08.1978        | Espagne     |                       |
| Pablo Urtasun            | 29.03.1980        | Espagne     |                       |
| Gustavo César Veloso     | 29.01.1980        | Espagne     |                       |

### Effectif 2005
| Cycliste                 | Date de naissance | Nationalité | Équipe 2004                      |
| ------------------------ | ----------------- | ----------- | -------------------------------- |
| Andoni Arnaga Azkune     | 01.01.1979        | Espagne     | Chocolade Jacques-Wincor Nixdorf |
| Jorge Azanza             | 16.06.1982        | Espagne     | Caja Rural (néo-pro)             |
| Antonio Berasategui      | 24.01.1978        | Espagne     | Caja Rural (néo-pro)             |
| Jon Bru                  | 18.10.1977        | Espagne     | LA-Pecol                         |
| Gustavo César Veloso     | 29.01.1980        | Espagne     | Relax-Bodysol                    |
| Dionisio Galparsoro      | 13.08.1978        | Espagne     | Euskaltel-Euskadi                |
| Rodrigo García Rena      | 27.02.1980        | Espagne     | Spiuk Zafra (néo-pro)            |
| José Antonio Lopez Gil   | 11.07.1976        | Espagne     | Illes Balears-Banesto            |
| Ezequiel Mosquera        | 19.11.1975        | Espagne     | Carvalhelhos-Boavista            |
| Israel Nunez Baticon     | 31.05.1979        | Espagne     | ASC Vila do Conde                |
| Ruben Oarbeascoa Ispizua | 21.11.1975        | Espagne     | LA-Pecol                         |
| Adrián Palomares         | 18.02.1976        | Espagne     | Carvalhelhos-Boavista            |
| Javier Ruiz de Larrinaga | 02.11.1979        | Espagne     | Caja Rural (néo-pro)             |
| Ricardo Serrano          | 04.08.1978        | Espagne     | Cafes Baqué                      |
| Fernando Serrano Sanchez | 19.01.1979        | Espagne     | Avila Rojas (néo-pro)            |
| Pablo Urtasun            | 29.03.1980        | Espagne     | Caja Rural (néo-pro)             |